# Ice Age
Ice Age (engelska: 'Istiden') är en amerikansk datoranimerad film, skapad av Blue Sky Studios och utgiven av 20th Century Fox. Den hade biopremiär i USA den 15 mars 2002. Filmen regisserades av Carlos Saldanha och Chris Wedge och bygger på en berättelse av Michael J. Wilson. Uppföljarna till filmen heter Ice Age 2: Istiden har aldrig varit hetare (2006), Ice Age 3: Det våras för dinosaurierna (2009), Ice Age 4: Jorden skakar loss (2012) och Ice Age 5: Scratattack (2016).

## Handling
Vid istidens början hittar sengångaren Sid, mammuten Manny och den sabeltandade tigern Diego ett människospädbarn. Tillsammans försöker de leta reda på föräldrarna för att återföra dem. Vid sidan om huvudhistorien följs den lilla sabeltandade ekorren Scrat som genom hela filmen letar efter ett gömställe åt sitt ekollon.

## Om filmen
Från början var det tänkt att filmen skulle regisseras av Don Bluth och Gary Goldman och ha en mörkare ton. Den var även planerad att vara 2-dimensionellt animerad. Efter att Bluths senaste film Titan A.E. blev ett misslyckande lades dock Fox Animation Studios ner, och arbetet gick då istället över till Blue Sky Studios som gav filmen en barnvänligare, färggladare och mer komisk ton.
Filmen regisserades av Carlos Saldanha och Chris Wedge från en berättelse av Michael J. Wilson. Uppföljarna till filmen är Ice Age 2: Istiden har aldrig varit hetare (2006), Ice Age 3: Det våras för dinosaurierna (2009), Ice Age 4: Jorden skakar loss (2012), Ice Age 5: Scratattack (2016) och Ice Age: Buck Wilds äventyr (2022). Det är planerat att det ska släppas ännu en film under 2026, Ice Age 6.

## Rollista (i urval)
| Figurer                | Originalskådespelare                                          | Svenska röster                            |
| ---------------------- | ------------------------------------------------------------- | ----------------------------------------- |
| Manfred "Manny" Mammut | Ray Romano                                                    | Björn Granath                             |
| Sid                    | John Leguizamo                                                | Robert Gustafsson                         |
| Diego                  | Denis Leary                                                   | Loa Falkman                               |
| Soto                   | Goran Višnjić                                                 | Allan Svensson                            |
| Zeke                   | Jack Black                                                    | Per "Ruskträsk" Johansson                 |
| Övriga röster          | Stephen Root Diedrich Bader Cedric the Entertainer Alan Tudyk | Adam Fietz Johan Hedenberg Annica Smedius |